# Sobreteixims
Sobreteixims és el nom amb què el crític d'art Alexandre Cirici i Pellicer va batejar a l'obra tèxtil de Joan Miró. És el resultat de teixir fils en una tela per formar un dibuix, tot incorporant-hi matèries no usuals i realitzant-hi accions més directes, que l'allunyaven definitivament del món de l'artesania. El binomi entre l'artista català i en Josep Royo, mestre tapisser (Barcelona, 1945), va donar com a fruit una sèrie de tapissos de grans i petits formats. La seva col·laboració es va iniciar l'any 1969 amb la creació del Tapís de Tarragona. Entre els anys 1970 i 1980 van realitzar 7 tapissos de gran format i 32 de petit format.

## Història
Per treballar els tapissos de gran format necessitaven un lloc amb grans espais per poder instal·lar un teler de dimensions considerables. El lloc ideal el van trobar a la fàbrica La Farinera de Tarragona. Joan Miró feia un dibuix previ o una pintura sobre tela preparatòria de l'obra que Royo després plasmava en els monumentals tapissos. Els relleus i les textures en els tapissos s'aconseguien mitjançant trenes, tirabuixons, nusos i bonys que reafirmaven aquesta idea de voluminositat. Les figures, l'abstracció, el simbolisme i el llenguatge de l'artista són presents en la seva obra tèxtil, així com els recurrents colors primaris i el protagonisme indiscutible de la línia negra.
Els material emprats en l'elaboració del tapissos eren material d'origen natural com la fibra d'espart, la fibra de cànem, la corda i el jute. Miró en alguna ocasió superposava objectes com paraigües, guants, teles de sacs i d'altres elements que componien un collage típicament mironià i reforçaven la idea que volia transmetre de l'obra. Un exemple d'aquesta forma de composició artística el podem trobar en l'obra Sobreteixim dels 8 paraigües que es troba en la Fundació Joan Miró de Barcelona.
El procés de creació dels sobreteixims sempre partia d'un ordit de jute amb una trama variada però essencialment neutra, emmarcada en la tapisseria tradicional i preparat per Josep Royo. Un cop l'ordit estava a punt, Joan Miró obria la porta a l'atzar tot abocant benzina sobre el teixit, encenent-la i atacant el foc allà on creia convenient tot copejant el teixit amb una escombra saturada d'aigua. D'aquesta manera s'obtenia una peça completament nova, enriquida pels efectes del foc, que passava a ésser acolorida mitjançant l'aplicació de feltres de colors vius, típicament mironians. Els trossos de feltre es cosien seguint un ordre molt concret (primer el vermell, seguit del blau, el verd i el groc), i un cop finalitzava aquesta fase, Miró procedia a afegir objectes de tota mena al sobreteixim, com si es tractés d'un collage. Val a dir que la incorporació d'objectes quotidians (galledes, guants, paraigües, etc.) es podria emmarcar dins els posicionaments surrealistes, però no és més que la incorporació dels objectes per ells mateixos, sense significats afegits. Finalment, l'artista traça grans grafismes en negre, que a vegades es combinen amb notes de color aplicades tant de la manera tradicional com en esquitxos o deixant regalimar la pintura sobre l'obra.

### Tapís de Tarragona
El cap d'any del 1966 la filla de Joan Miró, Maria Dolors Miró, va patir un accident i va ser ingressada en l'hospital de la Creu Roja de Tarragona. En agraïment Miró els va prometre tornar amb una de les seves obres. L'any 1970 els va fer entrega d'un tapís de 280x400cm. En aquest tapís apareix un personatge principal, la lluna (recurs pictòric en l'obra de l'artista i, en la majoria de casos, representada amb colors freds: blau i verd) i l'estrella mironiana. Es conserven dos dibuixos preparatoris del tapís de Tarragona. Actualment es pot trobar en el MAMT(Museu d'Art Modern de Tarragona)

### Tapís delWorld Trade Center
També conegut com a "Gran tapís", va ser un encàrrec del propietari del Port Authority de Nova York, entitat promotora dels gratacels més alts de la ciutat.
Els materials que van utilitzar en l'elaboració d'aquest tapís van ser llana, fibra de cànem i corda. Les mides van ser gegantines: de 6 x 11 metres. Primer es va presentar a París l'any 1974 al Grand Palais amb motiu de l'exposició que es va organitzar pel vuitantè aniversari de l'artista català. De París va anar finalment a Nova York al vestíbul del conegut gratacel.
L'11 de setembre del 2001, amb els atemptats a les Torres Bessones de Nova York, el tapís va desaparèixer entre les runes de World Trade Center.

### Tapís de laNational Gallery of Washington
El museu de Washington D.C. li va demanar per encàrrec la confecció d'un tapís a Joan Miró. L'any 1977 i amb el títol "Dona" l'artista fa entrega de la seva obra.
Els materials varen ser llana i cotó i les dimensions 1053 x 604 cm. El protagonisme de la composició del tapís és de la figura de la dona.

### Tapís de la Fundació
En l'any 1975 s'inaugura la Fundació Joan Miró de Barcelona per desig exprés de l'artista català.
L'any 1979 va realitzar el Tapís de la Fundació, una obra de 750 x 500 cm i feta de llana. En aquest tapís es troba l'essència de l'obra mironiana amb la representació d'una dona (símbol de la fertilitat, de la vida) i l'ocell (l'únic animal que connectava amb el món terrenal i el món celestial). A més apareixen la lluna, en color blau, i l'estrella. En aquesta obra es pot trobar tant els colors primaris (blau, vermell i groc) com els secundaris (lila, verd, taronja i marró) que apareixen en les figura central de la dona i en els "bonys" que sobresurten del tapís. Actualment presideix la primera sala de la col·lecció permanent.

### Altres tapissos
- Fundació "La Caixa"(1980)
- Fundació Maeght (1980)

### Exposicions sobreteixims
- 1970- Sala Gaspar de Barcelona es presenta el Tapís de Tarragona
- 1972- Sala Gaspar exposició "Sobreteixims i escultures"
- 1973- Galerie Maeght "Sobreteixims et sacs"
- 1975- Fundació Joan Miró "Pintura, escultura i sobreteixims"